# Дорнава
Дорнава (на словенски: Dornava) е село в Словения, Подравски регион. Административен център на община Дорнава. Според Националната статистическа служба на Република Словения през 2002 г. селото има 885 жители.